# دلويي (غناباد)
دلويي (بالفارسية: دلویی) هي قرية تقع في منطقة مركزية ريفية في إيران. يقدر عدد سكانها بـ 1,360 نسمة وترتفع عن سطح البحر 1,038 متر.